# Laccosperma robustum
Laccosperma robustum là loài thực vật có hoa thuộc họ Arecaceae. Loài này được (Burret) J.Dransf. mô tả khoa học đầu tiên năm 1982.